# عبد الله ديوب
عبد الله ديوب (بالفرنسية: Abdoulaye Diop)‏ هو دبلوماسي وسياسي مالي، ولد في 17 سبتمبر 1965 في برازافيل في جمهورية الكونغو.